# 274e division d'infanterie
Pour les articles homonymes, voir 274e division.
La 274e division d'infanterie (en allemand : 274. Infanterie-Division ou 274. ID) est une des divisions d'infanterie de l'armée allemande (Wehrmacht) durant la Seconde Guerre mondiale.

## Création
La 274e division d'infanterie est formée sur Ordre le 26 mai 1943 à partir de régiments provenant des 347 et 348. Infanterie-Division dans le Wehrkreis II en Norvège.
Sa formation est complète le 1er juillet 1943.
Elle est chargée de la sécurité et de la défense côtière en Norvège dans les secteurs de Stavanger et Drammen pendant le reste de la guerre.

## Organisation

### Commandants
| Date                            | Grade           | Commandant         |
| ------------------------------- | --------------- | ------------------ |
| 1er juin 1943 - 27 octobre 1944 | Generalleutnant | Wilhelm Rußwurm    |
| 27 octobre 1944 - 8 mai 1945    | Generalleutnant | Kurt Weckmann (de) |

### Officiers d'opérations (Generalstabsoffiziere (Ia))
| Date                               | Grade               | Commandant      |
| ---------------------------------- | ------------------- | --------------- |
| 10 juillet 1943 - 15 décembre 1944 | Oberstleutnant i.G. | Heinrich Schulz |
| 15 décembre 1944 - Mai 1945        | Major i.G.          | Ewald Herrmann  |

## Théâtres d'opérations
- Norvège : juin 1943 - mai 1945

## Ordres de bataille
- Festungs-Grenadier-Regiment 862
- Festungs-Grenadier-Regiment 865
- Artillerie-Regiment 274
- Pionier-Bataillon 274
- Nachrichten-Abteilung 274
- Versorgungseinheiten 274